# Fazenda Santo Antônio do Paiol
Fazenda Santo Antônio do Paiol é uma fazenda fundada em 1852 e localizada no município de Valença, no interior do estado do Rio de Janeiro.

## História

### Fundação, decadência e doação
A Fazenda Santo Antônio foi fundada nas terras da sesmaria concedida em 1814 a João Soares Pinho. Alguns anos depois, foram adquiridas por Francisco Martins Pimentel, que já tinha um passado estabelecido na vizinha sesmaria de Santa Tereza.
No ano de 1850, Francisca, a filha de Francisco Pimentel, casou-se com Manoel Antônio Esteves e o dote de Francisca foi a propriedade. A construção da sede da fazenda foi finalizada no ano de 1852, com todos os requisitos necessários para uma fazenda cafeeira de sua época. Neste período, o café vivia um de seus auges no contexto do Brasil Império. Esteves teve êxito na condução dos negócios, vendendo café para o Rio de Janeiro e em Santos, em São Paulo. A fazenda chegou a possuir seiscentos escravos.
Francisco Pimentel morreu no ano de 1879 deixando a fazenda para seu primogênito, Francisco Martins Esteves. Seu filho não teve o mesmo êxito que seu pai, enfrentando os problemas administrativos e a derrocada do café na virada do século XIX para o século XX no Rio de Janeiro.
Após a morte de Francisco Martins Esteves, a fazenda foi deixada de herança para seu filho Marcos Zacarias Manoel Esteves, que não possuía muito interesse pelas terras e foi se desfazendo de alguns lotes, não garantindo geração de renda da propriedade. Marcos morreu precocemente, e sua viúva Francisca Olympia Alves de Queiroz conseguiu preservar as memórias da fazenda, mantendo os imóveis da sede e diversos itens relacionados à época do café.
No ano de 1969, Francisca Olympia doou as terras para a Congregação da Pequena Obra da Divina Providência - vinculada à Igreja Católica.

## Casarão
O casarão foi construído em 1852 em estilo arquitetônico neoclássico, com um pátio interno em formato de U, onde funcionava a senzala.

## Atualidade
No ano de 2003, foi fundada na propriedade o eremitério Frei Ave Maria, local de oração para os freis na propriedade. É possível visitar a fazenda com agendamento prévio. Na visita pode-se conhecer a propriedade, o mobiliários, os imóveis e curiosidades. Ao final do passeio são servidos bolos e cafés feitos na cozinha da propriedade.